# صوفيا إيفيرست
صوفيا إيفيرست (بالبورمية: ဆိုဖီယာ အဲဗားရက်စ်)‏ هي عارضة وممثلة ميانمارية، ولدت في 30 أبريل 1992 في يانغون في ميانمار.